# Кабановка (Лукский сельсовет)
Кабановка (бел. Кабанаўка) — деревня в Лукском сельсовете Жлобинского района Гомельской области Белоруссии.

## География

### Расположение
В 11 км на северо-запад от Жлобина, 4 км от железнодорожной станции Малевичи (на линии Бобруйск — Жлобин), 106 км от Гомеля.

## Гидрография
На востоке мелиоративные каналы.

## Транспортная сеть
Рядом автодорога Бобруйск — Гомель. Планировка состоит из двух прямолинейных, параллельных между собой улиц, ориентированных с юго-запада на северо-восток, к которым с севера присоединяются две короткие прямолинейные улицы. Застройка двусторонняя, преимущественно деревянная, усадебного типа. В деревне построены кирпичные дома, в которые переселены люди из загрязнённых радиацией в результате катастрофы на Чернобыльской АЭС мест, преимущественно из деревни Ясенок Наровлянского района.

## История
По письменным источникам известна с XIX века как усадьба в Луковской волости Рогачёвского уезда Могилёвской губернии. В 1885 году действовали винокурня и столярная мастерская. В 1909 году в фольварке Кабановка (он же Точиловка), 600 десятин земли.
В 1930 году организован колхоз имени Н. К. Крупской. Во время Великой Отечественной войны в деревне с 1941 года действовала подпольная патриотическая группа. Оккупанты сожгли 27 дворов и убили 3 жителей. 26 жителей погибли на фронте. Согласно переписи 1959 года в составе совхоза «Ректянский» (центр — деревня Ректа). Отделение связи, школа, детский сад, библиотека, фельдшерско-акушерский пункт.

## Население

### Численность
- 2004 год — 89 хозяйств, 175 жителей.

### Динамика
- 1925 год — 87 дворов.
- 1940 год — 108 дворов, 450 жителей.
- 1959 год — 270 жителей (согласно переписи).
- 2004 год — 89 хозяйств, 175 жителей.